# Eleccions legislatives croates de 2000
Les Eleccions legislatives croates de 2000 es van dur a terme el 3 de gener de 2000 per a renovar els 151 membres del Sabor croat (140 locals, 8 de les minories, 4 de la diàspora). El partit més votat fou la Unió Democràtica Croata, però no va obtenir prou diputats per a formar govern. El socialdemòcrata Ivica Račan fou nomenat primer ministre de Croàcia d'un govern de coalició àmplia.

## Distribució dels escons

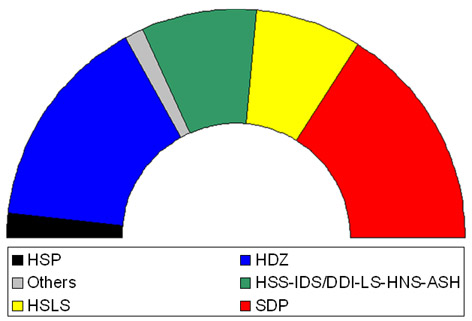
Composició del parlament

## Resultat de les eleccions
Resultats de les eleccions celebrades el 3 de gener de 2000 al Parlament croat (Hrvatski Sabor)
| Partits i coalicions                                     | Partits i coalicions                                                                   | Vots | %     | Escons | %      | canvi (%) |
| -------------------------------------------------------- | -------------------------------------------------------------------------------------- | ---- | ----- | ------ | ------ | --------- |
| Coalició:                                                | Partit Socialdemòcrata de Croàcia (Socijaldemokratska partija Hrvatske)                |      |       | 43     | 28.48  | +20.7     |
| Coalició:                                                | Partit Social Liberal Croat (Hrvatska socijalno liberalna stranka)                     | 25   | 16.56 | +7.11  |        |           |
| Coalició:                                                | Aliança de Primorje-Gorski Kotar (Primorsko goranski savez)                            | 2    | 1.32  |        |        |           |
| Coalició:                                                | Partit Croat d'Eslavònia-Baranja (Slavonsko-baranjska hrvatska stranka)                | 1    | 0.66  |        |        |           |
| Unió Democràtica Croata (Hrvatska demokratska zajednica) | Unió Democràtica Croata (Hrvatska demokratska zajednica)                               |      |       | 46     | 30.46  | -28.60    |
| Coalició:                                                | Partit Camperol Croat (Hrvatska seljačka stranka)                                      |      |       | 17     | 11.26  |           |
| Coalició:                                                | Assemblea Democràtica Istriana (Istarski demokratski sabor/Dieta democratica Istriana) | 4    | 2.65  |        |        |           |
| Coalició:                                                | Partit Popular Croat (Hrvatska narodna stranka)                                        | 2    | 1.32  |        |        |           |
| Coalició:                                                | Partit Liberal (Liberalna stranka)                                                     | 2    | 1.32  |        |        |           |
| Coalició:                                                | Acció Socialdemòcrata de Croàcia (Akcija socijaldemokrata Hrvatske)                    | 0    | 0.00  |        |        |           |
| Coalició:                                                | Partit Croat dels Drets (Hrvatska stranka prava)                                       |      |       | 4      | 2.65   | -0.50     |
| Coalició:                                                | Unió Democristiana Croata (Hrvatska kršćanska demokratska unija)                       | 1    | 0.66  |        |        |           |
| Partit Popular Serbi (Srpska narodna stranka)            | Partit Popular Serbi (Srpska narodna stranka)                                          |      |       | 1      | 0.66   |           |
| Independents                                             | Independents                                                                           |      |       | 3      | 1.99   |           |
| Total                                                    | Total                                                                                  |      |       | 151    | 100.00 |           |
| Vots nuls                                                |                                                                                        |      |       |        |        |           |
| Vots vàlids                                              |                                                                                        |      |       |        |        |           |
| Votants registrats                                       |                                                                                        |      |       |        |        |           |
| Font: www.hidra.hr Arxivat 2008-04-17 a Wayback Machine. |                                                                                        |      |       |        |        |           |

## Distribució dels escons de les minories
- Serbis: 3
- Hongaresos: 1
- Italians: 1
- Txecs i Eslovacs: 1
- Austríacs, búlgars, alemanys ètnics, Polonesos, roma, romanesos, rusyns, rússos, turcs, ucraïnesos, valacs i jueus: 1
- Albanesos, bosnians, montenegrins, macedonis, eslovens: 1